# 聖劍傳說3 瑪娜試煉
《聖劍傳說3 瑪娜試煉》是史克威爾艾尼克斯以1995年發行的SFC版《聖劍傳說3》為基礎，經完全重製後發行的動作角色扮演遊戲。最初在2019年E3遊戲展上公布相關消息，後在2020年4月24日推出任天堂Switch、PlayStation 4、Microsoft Windows（Steam）等版本。
2024年9月26日，微软与史克威尔艾尼克斯在Xbox 2024东京电玩展特别节目中宣布本作与《圣剑传说 玛娜传奇》等游戏一同于当天登陆Xbox Series X/S平台，并同步加入Xbox Game Pass游戏库。

## 玩法
部分內容可參考原作的《聖劍傳說3》。對比前作重製版的《聖劍傳說2 瑪娜秘密》為3D重製，在系統上小修改視角相類。本作則以完全重製並非僅作出3D重製去製作，本作全部人物的繪製構成均接近《勇者鬥惡龍 XI》的色彩風格製作，所有人物及地圖構成視角都與原作的俯視不相同，主張控制人物隨移動以作出全方位視點。
因此玩法方面注重於劇情演出體驗，這次完全重製版只有單人遊玩沒有原作的多人控制，相對地人物可以隨著開始時選擇的三位角色進行即時交替控制。人物依舊是原作六位主角，相對上更追加了光與闇的四重分層的轉職系統，讓玩家可以隨進度昇華人物的職業及對遊戲策略。

## 劇情與故事
部分內容可參考原作的《聖劍傳說3》。劇本背景與原作相同，加強了劇情漬出部份，人物依舊是原作六位主角，每位都有對應的開場故事演出。故事演繹上追加了比原作更多的情節描繪，劇本方面更是相對原作的主線內容，劇本會有所延伸追加了原作沒有的二週目遊玩元素，包括二週目裡關劇情以及六位主角的第四階段職業。

## 评价
重制版《圣剑传说3 TRIALS of MANA》在《Fami通》上获得32/40分。
截至2021年2月，本作的累計出貨量已超過100萬份。